# Francisco de Albuquerque Mesquita e Castro
Francisco de Albuquerque Pinto Mesquita e Castro (Castelo Branco, 8 de abril de 1841 — Castelo Branco, 21 de agosto de 1928), 3.º visconde de Oleiros, bacharel formado em Direito pela Faculdade de Direito da Universidade de Coimbra, foi um político que, entre outras funções, foi deputado às Cortes e governador civil de vários distritos, entre os quais o Distrito de Angra do Heroísmo (22 de Março de 1873 a 27 de Novembro de 1876) e o de 22.º Governador Civil do Distrito do Funchal de 1 de Maio de 1876 a 24 de Novembro de 1877.

## Biografia
Em 1879 foi eleito deputado pelo círculo eleitoral do Fundão na lista do Partido Regenerador.